# Diplolophium
- Commons
- Wikispecies

Diplolophium é um género botânico pertencente à família Apiaceae.